# Çetin Güngör (Fußballspieler)
Çetin Güngör (* 7. Juni 1990 in Istanbul) ist ein türkischer Fußballspieler, der für Altay Izmir spielt.

## Karriere

### Galatasaray
Çetin Güngör begann mit dem Vereinsfußball in der Jugend seines Heimatvereins Beşyüzevler Spor. Dort wurde er von den Scouts von Galatasaray Istanbul entdeckt, und so wechselte er 2005 in die Jugendabteilung von Galatasaray. 2009 erhielt er von seinem Verein einen Profi-Vertrag, spielte aber vorerst überwiegend für die zweite Mannschaft. Im Laufe der Saison bekam er die Möglichkeit auch bei der Profi-Mannschaft mitzutrainieren. In einigen Profi-Spielen wurde er sogar als Reservespieler in den Mannschaftskader übernommen. So kam er bis zum Saisonende auf einen UEFA-Europa-League-Einsatz und zwei Pokal-Einsätze für das Profi-Team.

### Şanlıurfaspor
In der neuen Saison 2010/11 wurde er bereits zu Saisonbeginn an den Drittligisten Şanlıurfaspor ausgeliehen. Dort wurde er auf Anhieb Stammspieler und machte bis zum Saisonende 22 Spiele.

### Gaziantepspor
Zum Ende der Saison lief sein Vertrag mit Galatasaray aus, daraufhin wechselte Güngör ablösefrei zum Erstligisten Gaziantepspor. Hier kam er lediglich zu neun Einsätzen für das Profi-Team und spielt eher für die Reservemannschaft.

### Çaykur Rizespor
Zum Ende der Saison lief sein Vertrag mit Gaziantepspor aus, daraufhin wechselte Güngör ablösefrei zum neuen Zweitligisten Adana Demirspor.
Dieser Wechsel zu Adana Demirspor kam später doch nicht zustande und so wechselte Güngör zum Zweitligisten Çaykur Rizespor. In der Saison 2012/13 wurde er mit dem Verein Vizemeister und stieg somit in die Süper Lig auf.

### Adanaspor
Zur neuen Saison wechselte er innerhalb der 1. Lig zu Adanaspor. Kurz vor Saisonbeginn wurde der Vertrag aufgelöst.

### Altay Izmir
Zur Saison 2013/14 heuerte er beim Drittligisten Altay Izmir an.

### Nationalmannschaft
Çetin Güngör durchlief über die Jahre türkische U-18, U-19 und die U-20 Juniorennationalmannschaften. 2009 nahm er mit der türkischen U-19 an der U-19-Fußball-Europameisterschaft 2009 teil. Hier schied man bereits in der Gruppenphase aus dem Turnier aus.

## Erfolge
Mit Gaziantepspor
- Spor Toto Pokal (1): 2012

Mit Çaykur Rizespor
- Vizemeister der TFF 1. Lig 2012/13 und Aufstieg in die Süper Lig